# Lumbrineridae
Lumbrineridae ist der Name einer Familie kleiner bis mittelgroßer, im Sediment grabender oder auf ihm kriechender Vielborster (Polychaeta), die in Meeren weltweit verbreitet sind und sich teils von Detritus, teils von Pflanzen, Kleintieren und Aas ernähren.

## Merkmale
Die Lumbrineridae haben einen langen, muskulösen, regenwurmähnlichen, schlanken bis fadenförmigen Körper, der bis zu 10 cm, nur selten wie bei der italienischen Art Lumbrineris impatiens bis zu 40 cm lang wird und zahlreiche Segmente zählt. Das Prostomium ist kegelförmig bis näherungsweise oval oder – bei Lumbrinerides und Lumbrineridopsis – lang und spitz und trägt weder Antennen noch Palpen und auch keine Augen. Eine Ausnahme bilden die Gattungen Lysarete und Kuwaita, bei denen es kleine Antennen gibt. Bei manchen Arten gibt es 1 bis 7 kleine Nackenpapillen. Ein Paar Nuchalorgane sitzt mehr oder weniger in einer Tasche zwischen dem Prostomium und Peristomium. Letzteres besteht aus zwei Ringeln und hat keinerlei Tentakelcirren.
Der muskulöse Pharynx hat dunkle, chitinhaltige, bisweilen auch kalkige Kiefer: ventral ein Paar gerandete und zumindest teilweise in der Mitte verschmolzene Mandibeln, dorsal vier Paar Maxillen und ein Paar kurze, breite Maxillenträger, wobei das basale Maxillenpaar ist zangenartig mit Haken, und es gibt drei Paare mit kleineren Zahnplatten.
Die Parapodien sind einästig oder undeutlich zweiästig, wobei das Notopodium zu einem kegelförmigen Knoten reduziert ist mit einer Acicula oder abgeflachten dorsalen Cirren, während Kiemen fehlen. Die Neuropodien tragen einfache umsäumte Borsten und meist einfache oder zusammengesetzte Haken, während zusammengesetzte Stachelborsten selten sind. Ventrale Cirren fehlen, und am Pygidium sitzen zwei bis vier Analcirren.

## Lebensraum
Die Lumbrineridae sind in Meeren weltweit von seichteren Gewässern bis in die Tiefsee verbreitet. Die meisten Arten graben sich durch sandige oder schlammige Sedimentböden oder kriechen zwischen Algen oder in Felsspalten.

## Entwicklungszyklus
Die Lumbrineridae sind getrenntgeschlechtlich und sexuell monomorph. Die dotterreichen, etwa 190 bis 500 µm großen Eier werden in gallertigen Gelegen an Schlamm oder Algen befestigt. Die Eier entwickeln sich bei Arten wie Lumbrineris latreilli an der japanischen Küste in den Gelegen an Algen direkt zu kriechenden Würmern, die mit 4 bis 7 Segmenten ihre Eihülle verlassen. Bei Lumbrineris impatiens an der Nordatlantikküste Frankreichs erfolgt die Entwicklung dagegen über eine kurze pelagische Phase als Larve, die sich bis zu ihrer Metamorphose zum kriechenden Wurm von Dotter ernährt. Lumbrineridae können mehrere Jahre leben.

## Ernährung
Die Lumbrineridae sind Detritusfresser, Fleischfresser, Aasfresser oder Pflanzenfresser.

## Gattungen
Zur Familie Lumbrineridae werden folgende Gattungen gezählt:
- Abyssoninoe Orensanz, 1990
- Aotearia Benham, 1927
- Augeneria Monro, 1930
- Cenogenus Chamberlin, 1919
- Eranno Kinberg, 1864
- Gallardoneris Carrera-Parra, 2006
- Gesaneris Carrera-Parra, 2006
- Helmutneris Carrera-Parra, 2006
- Hilbigneris Carrera-Parra, 2006
- Kuwaita Mohammad, 1973
- Loboneris Carrera-Parra, 2006
- Lumbricalus Frame, 1992
- Lumbrinerides Orensanz, 1973
- Lumbrineriopsis Orensanz, 1973
- Lumbrineris Blainville, 1828
- Lysarete Kinberg, 1865
- Ninoe Kinberg, 1864
- Ophiuricola Ludwig, 1905
- Paraninoe Levenstein, 1977
- Scoletoma Blainville, 1828
- Sergioneris Carrera-Parra, 2006